# Raúl Antonio Martinez Paredes
Raúl Antonio Martinez Paredes (San Martín Jilotepeque, Chimaltenango, 9 de maio de 1943) é um clérigo católico guatemalteco e bispo auxiliar de Santiago da Guatemala.

## Biografia
Martinez Paredes cursou medicina na Universidade de São Carlos da Guatemala e depois ingressou no Seminário de Sololá. O Bispo de Sololá, Eduardo Ernesto Fuentes Duarte, o ordenou sacerdote em 17 de outubro de 1987, em San Martín Jilotepeque.
Foi Vigário Paroquial de Mazatenango, pároco de Saragoça e administrador paroquial de San Juan Comalapa; Patulul, Suchitepéquez; San Antonio Suchitepéquez; Pochuta, Chimaltenango; Patzún, Chimaltenango; chanceler da Cúria de Sololá; Vigário Geral de Sololá; Administrador Diocesano de Sololá-Chimaltenango (1997-1999).
Em 28 de janeiro de 1999, o Papa João Paulo II o nomeou Bispo de Sololá-Chimaltenango. Dom Ramiro Moliner Inglés, núncio apostólico na Guatemala, o consagrou bispo em 20 de março do mesmo ano, no Gimnasio Deportivo de Sololá; os co-consagrantes foram Victor Hugo Martínez Contreras, Arcebispo de Los Altos Quetzaltenango-Totonicapán, e Angélico Melotto Mazzardo OFM, Bispo Emérito de Sololá-Chimaltenango.
Em 28 de julho de 2007, o Papa Bento XVI o nomeou bispo titular de Mizigi e bispo auxiliar da Guatemala. Foi nomeado pelo Arcebispo como Vigário Episcopal do Vicariato Norte–Ocidente em 6 de janeiro de 2014.
Após a morte do Arcebispo Óscar Julio Vian Morales SDB em 24 de fevereiro de 2018, Mons. Martinez Paredes serviu como Administrador Apostólico da Arquidiocese de Santiago da Guatemala durante a vacância da sede, até a posse do novo arcebispo em 3 de setembro de 2020.
Em 21 de setembro de 2021, foi nomeado Administrador Apostólico do Vicariato Apostólico vago de Izabal, permanecendo até 18 de março de 2023.

O Papa Francisco aceitou a renúncia de Mons. Raúl Antonio Martinez Paredes por motivos de idade em 7 de junho de 2023.